# Eagle River (Newfoundland en Labrador)
De Eagle River is een ongeveer 270 km lange rivier in het oosten van het Canadese schiereiland Labrador. Het is de op vier na langste rivier van de regio Labrador en een van de belangrijkste paaigebieden van de Atlantische zalm in Noord-Amerika.

## Toponymie
De Engelse naam Eagle River betekent letterlijk "Arendrivier". De Innu maken een onderscheid tussen de bovenloop, die ze de Iatuekupau-shipu noemen, en de benedenloop, die bij hen bekendstaat als de Nutapinuaniu-shipu.

## Verloop
De rivier vindt zijn oorsprong in de Mealy Mountains, een gebergte in het oosten van de regio Labrador. De bron bevindt zich in het hart van het nationaal park Mealy Mountains, op zo'n 820 m boven de zeespiegel. De rivier stroomt vanaf zijn oorsprong tientallen kilometers in zuidwestelijke à zuidelijke richting. De kleine rivier wordt daarbij steeds breder door de vele naamloze rivieren en stromen die erin uitmonden. De Eagle River stroomt ook doorheen verschillende meren. Na 68 km wordt de rivier aangevuld door de Kamishikamau-shipiss. Nog eens 2 km verder zuidwaarts mondt de Eagle River op 375 m boven zeeniveau uit in het grootste meer op zijn loop, namelijk Iatuekupau.
Na in totaal 135 km voornamelijk zuidwaarts gegaan te zijn mondt de grote uit het westen komende rivier Nekanakau-shipu op een hoogte van 335 m in de Eagle River uit (52°53'34"N, 58°39'31"W). De inheemse Innu beschouwen dat punt als de samenkomst van twee rivieren en het begin van een nieuwe. De bovenloop van de Eagle River staat in hun taal bekend als de Iatuekupau-shipu en de benedenloop als de Nutapinuaniu-shipu.
Vanaf dat punt draait de benedenloop van de Eagle River in oostnoordoostelijke richting. Na zo'n 40 km begint de rivier naar het noordoosten toe te stromen, een richting die hij over de hele daarna komende 95 km aanhoudt. Over de gehele afstand blijven zowel het debiet als de breedte van de Eagle River aanzwellen door het groot aantal (voornamelijk naamloze) zijrivieren.
Na een totaal verloop van zo'n 270 km mondt de rivier uit in het westen van Sandwich Bay, een grote baai van de Labradorzee aan Labradors oostkust. De monding ligt in vogelvlucht slechts 76 km ten oosten van de bron.

## Hydrologie
De Eagle River heeft een stroomgebied van 10.824 km², gevoed door 81 zijrivieren. Het stroomgebied van de Eagle River grenst in het zuidoosten aan het stroomgebied van de Paradise River.
Het gemiddelde debiet aan de monding is 254 m³/s. De hoogste maandelijkse debieten treden over het algemeen op tijdens het smelten van de sneeuw, gemiddeld 788 m³/s in mei en 762 m³/s in juni.